# Tanec

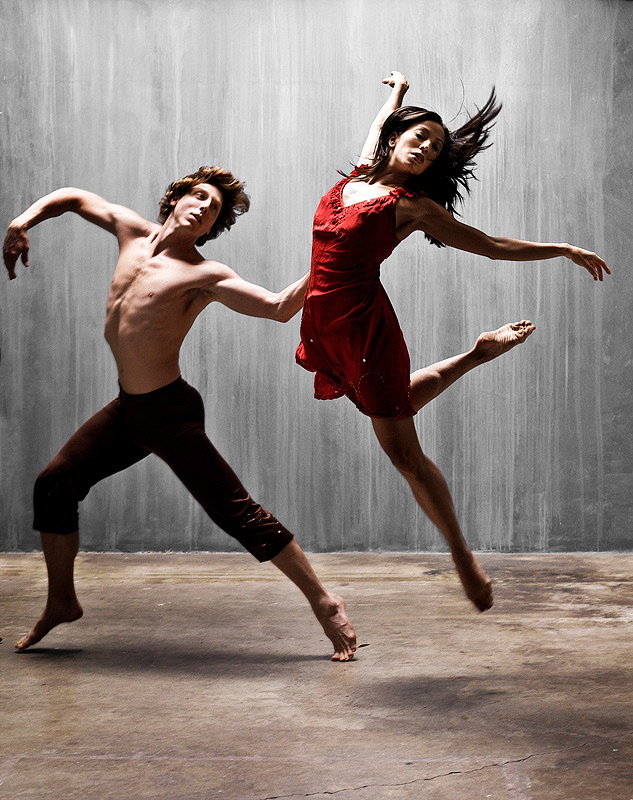
Žena a muž při moderním tanci

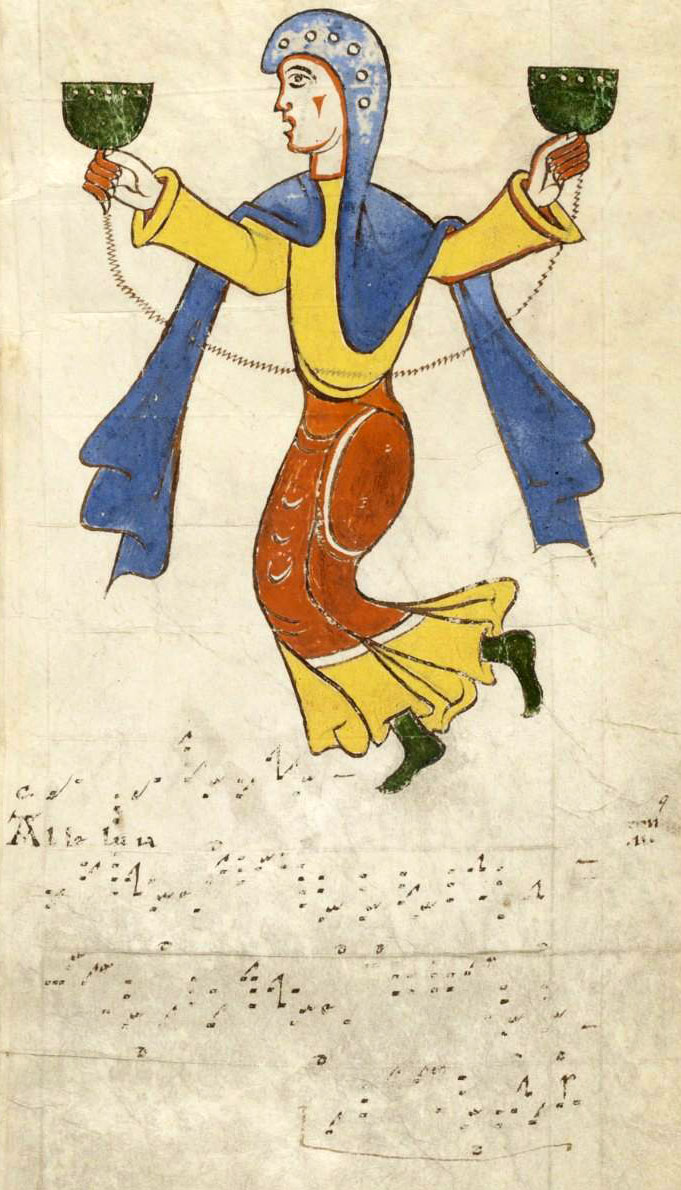
Tanečník (troparium, jihozápadní Francie, kolem 990)

Tanec je pohybová společenská nebo sportovní aktivita, prováděná převážně za doprovodu hudby. Tanec může navodit lepší náladu, a také je vyjádřením pocitů tanečníka nebo choreografa, který choreografii (tzn. to, co tanečník tančí) vymyslel. Tanec tedy může být považován za druh umění. Umělecký tanec bývá označován slovem balet nebo také scénický tanec a pod.
Pro každého tanec znamená něco jiného, především je to svoboda (projev, díky kterému máme možnost vyjádřit naše pocity a myšlenky), očista duše, koníček (zábava), inspirace, odreagování, umění, uvolnění, práce, atd…

## Historie tance
Vznik tance je kladen do období rodové společnosti, kde umocňoval rituální obřady. Tuto funkci zastával až do starověku, kdy k této funkci přibyla ještě funkce umělecká. V této době neexistoval tanec v páru, ale pouze individuální tanec – umění, nebo tanec skupinový – rituální.
Vznik párového tance se klade do středověku, když se ve 12.–14. století začaly z lidových tanců vydělovat tance dvorské, stylizující milostnou hru. Klasický tanec pak vzniknul na dvoře francouzského krále Ludvíka XIV., jeho forma se však ustálila až v 19. století.
Ve 20. století vznikla řada soutěží, které se dělí podle druhu tance. Se systémem soutěží vznikl i systém hodnocení pro různé tance, toto hodnocení je založeno na kombinaci subjektivních dojmů (radost z tance, výraz v obličeji, přirozenost, atd.) a na objektivních skutečnostech, jako je obtížnost taneční sestavy a její provedení (zvláště u akrobatických vystoupení tance se hodnotí poměr mezi záměrem a provedením).

## Taneční kurzy
„Taneční“ čili kurzy společenského tance a chování pro mládež ve věku 14–19 let se staly ve střední Evropě (Česko, Slovensko, Rakousko, Německo) společenskou tradicí. Obvykle se skládají z 13 večerů, které trvají 3 hodiny, tří „prodloužených“ po 4 hodinách a závěrečného plesu, „věnečku“, který trvá 5 hodin.

## Taneční styly a rytmy

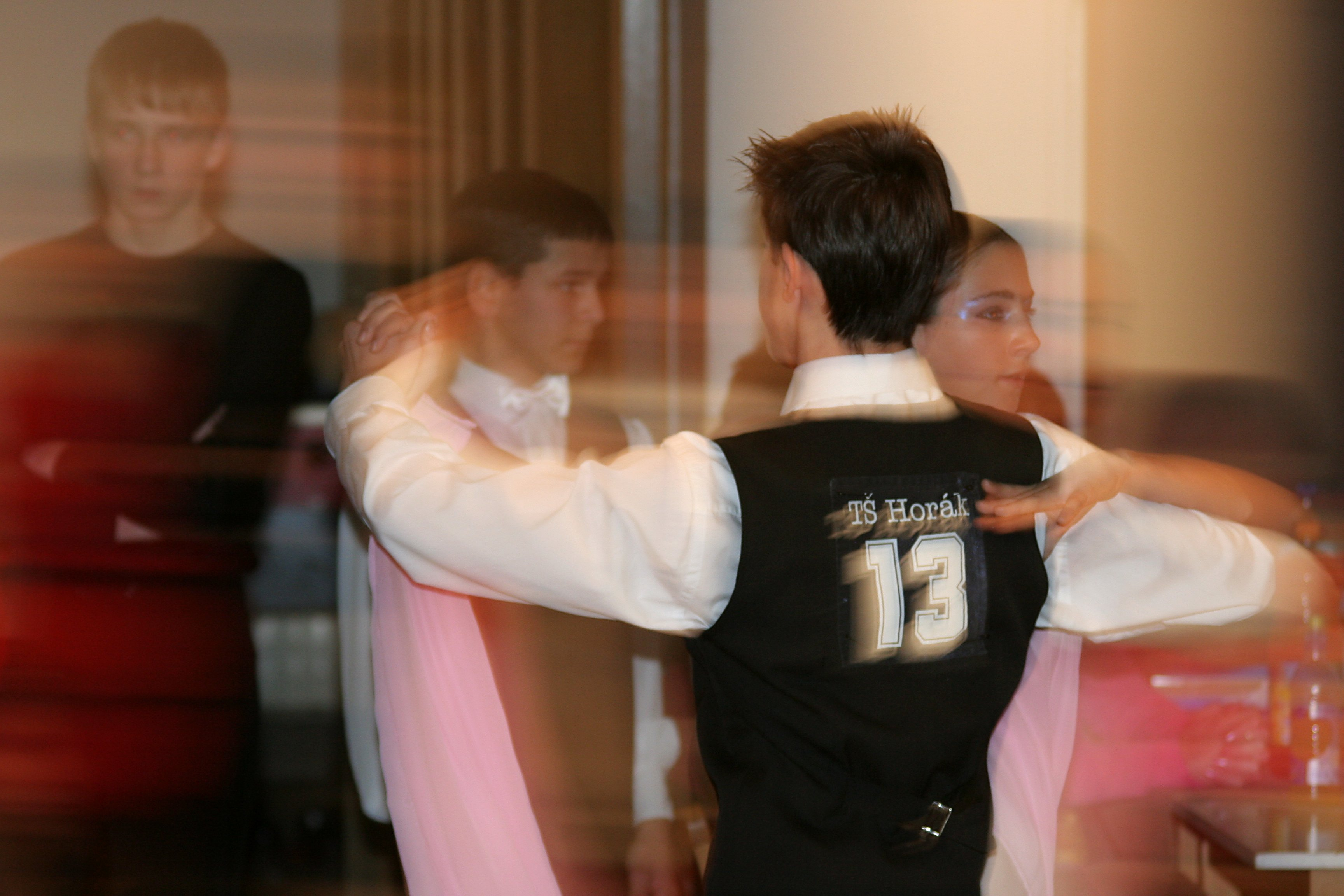
Soutěž ve společenském tanci

Tance společenské (Ballroom dancing), se dělí na dvě skupiny. Toto rozdělení je běžné i na tanečních soutěžích:
- standardní
  - waltz
  - tango
  - valčík
  - slowfox
  - quickstep
- latinskoamerické
  - samba
  - cha-cha
  - rumba
  - paso doble
  - jive

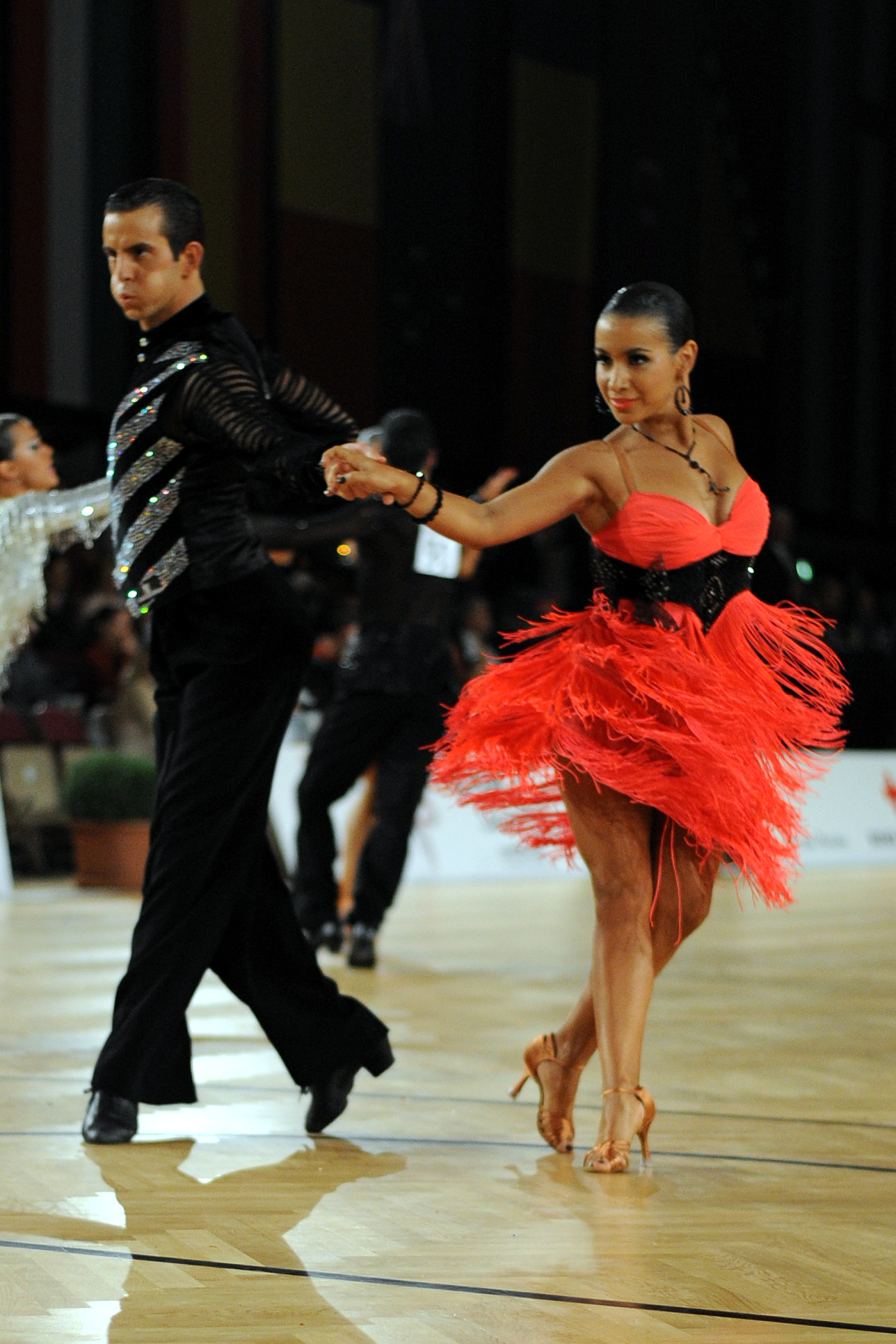
Cha-cha

Různé, které by se daly zařadit mezi společenské (učí se v tanečních, případně v nějakých rozšiřujících kurzech apod.)
- foxtrot
- polka
- flamenco
- salsa
- mambo
- argentinské tango
- two-step
- mazurka
- čardáš
- blues
- merengue
- charleston

Sólo (nepárové tance)
- disco dance

- břišní tanec
- breakdance
- tecktonik
- step
- balet
- výrazový tanec
- moderna
- pogo
- hiphop
- headbanging

Skupinové
- disco dance

- čtverylka
  - česká beseda
  - moravská beseda
- kankán
- country tance
- formační tanec

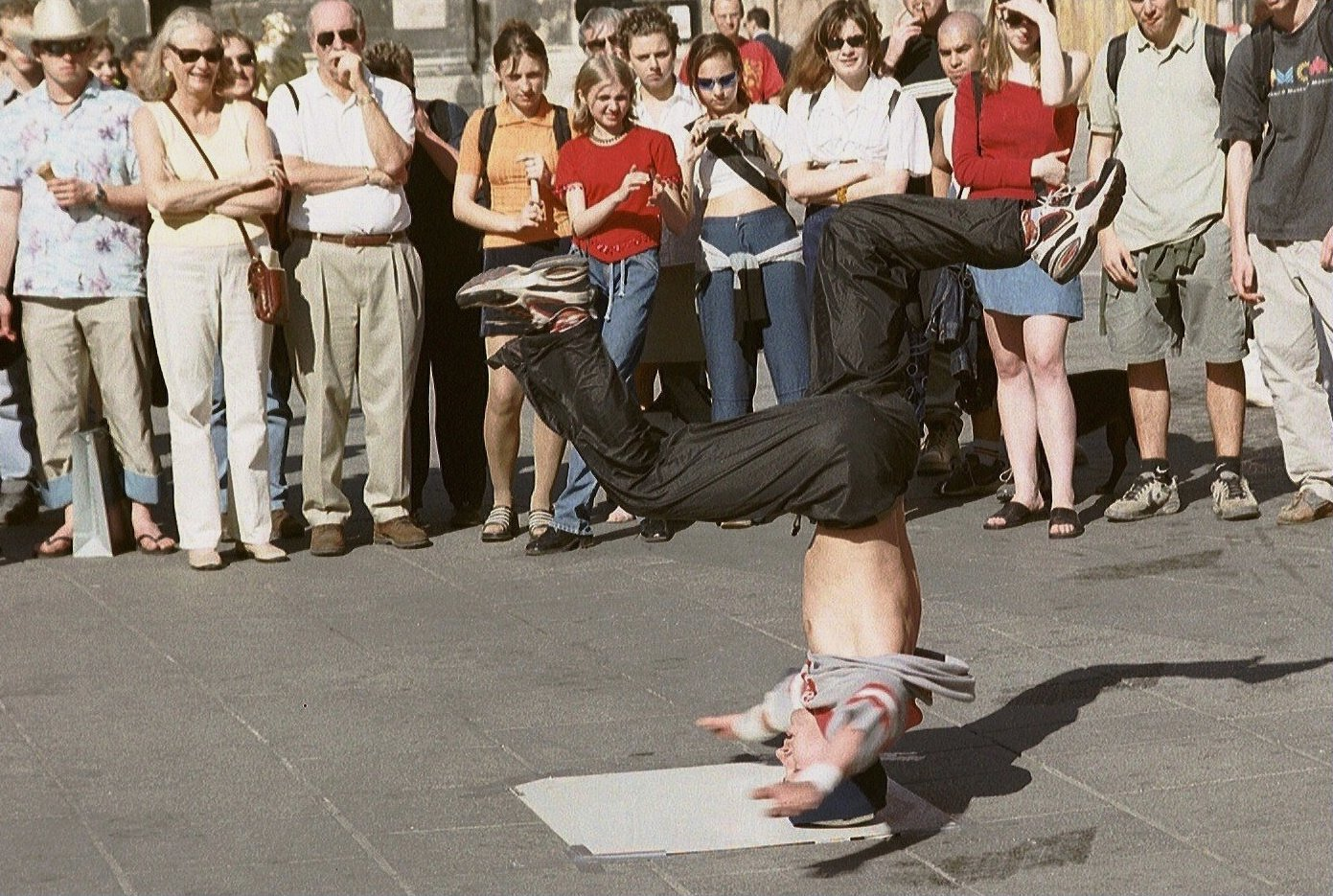
Breakdance

Dalším možným dělením tanců je jejich dělení podle doby vzniku:
- Gotické
- Barokní
- Renesanční
- Moderní

Zajímavou skupinou tanců je:
- Lidový tanec
- Scénický tanec
- Balfolk

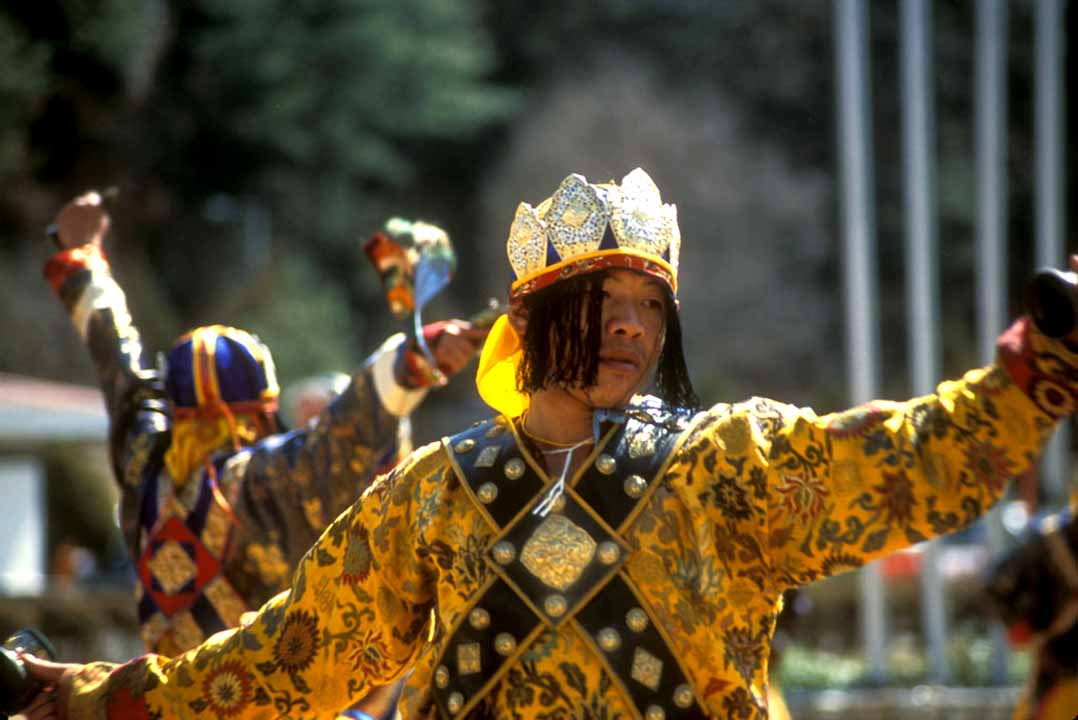
Tradiční bhútánský tanec

Existuje i etnické dělení tanců - tyto tance často ještě mají svůj původní (rituální) význam a jednotlivé pohyby vyjadřují určitý význam:
- Africké tance
- Indiánské tance
- Tance australských domorodců
- Orientální tance
- Irské tance
- Bretonské tance
- Chorvatské tance - Moreška

Nový taneční styl:
- Er Style

Moderní taneční styl:
- Jumpstyle

Velmi zvláštní formou tance je sportovní disciplína zvaná akrobatický rokenrol. Dále také sport zvaný krasobruslení, který již vlastně sám o sobě tancem není, ale přebírá mnoho prvků z klasických tanečních systémů. Podobně jsou na tom i další (některé z nich čistě ženské) sporty jako je např. moderní gymnastika, sportovní aerobic či synchronizované plavání (tzv. akvabely).